# Albert-Marie Guérisse
Albert-Marie Guérisse, pseud. Pat O’Leary (ur. 5 kwietnia 1911 w Brukseli, zm. 26 marca 1989 w Waterloo) – belgijski lekarz i tajny agent, przywódca francuskiego ruchu oporu.

## Życiorys
Belgijski lekarz, tajny agent zorganizował siatkę przerzutową w południowej Francji. Po ewakuacji z Dunkierki, Guérisse przybył do Wielkiej Brytanii. Przyjął tam nazwisko Pat O'Leary i podając się za Kanadyjczyka francuskiego pochodzenia, wstąpił do Marynarki Królewskiej. Podczas misji na południu Francji został omyłkowo pozostawiony na lądzie i aresztowany. Zdołał uciec i nawiązać kontakt z organizującą przerzuty grupą Garrowa, zorganizowaną w celu pomocy podczas ewakuacji wojsk brytyjskich pozostałych we Francji.
Po aresztowaniu Szkota Iana Garrowa dowództwo przejął Guérisse i rozbudował organizację. W ciągu roku pomógł blisko 600 żołnierzom alianckim, nie otrzymując przy tym żadnego wsparcia z Londynu. Dopiero w lipcu 1942 brytyjski wywiad przysłał mu radiotelegrafistę. Organizacja Guérisse'a nie dbała zbytnio o bezpieczeństwo, wszyscy ważniejsi członkowie znali się nawzajem, co sprzyjało ich dekonspiracji. W marcu 1943 Guérisse został wydany przez podwójnego agenta i aresztowany w Tuluzie. Torturowano go, a następnie osadzono w Dachau. 29 kwietnia 1945 odzyskał wolność. W uznaniu za zasługi wojenne został odznaczony Krzyżem Jerzego (George Cross). Zmarł 26 marca 1989.

## Galeria

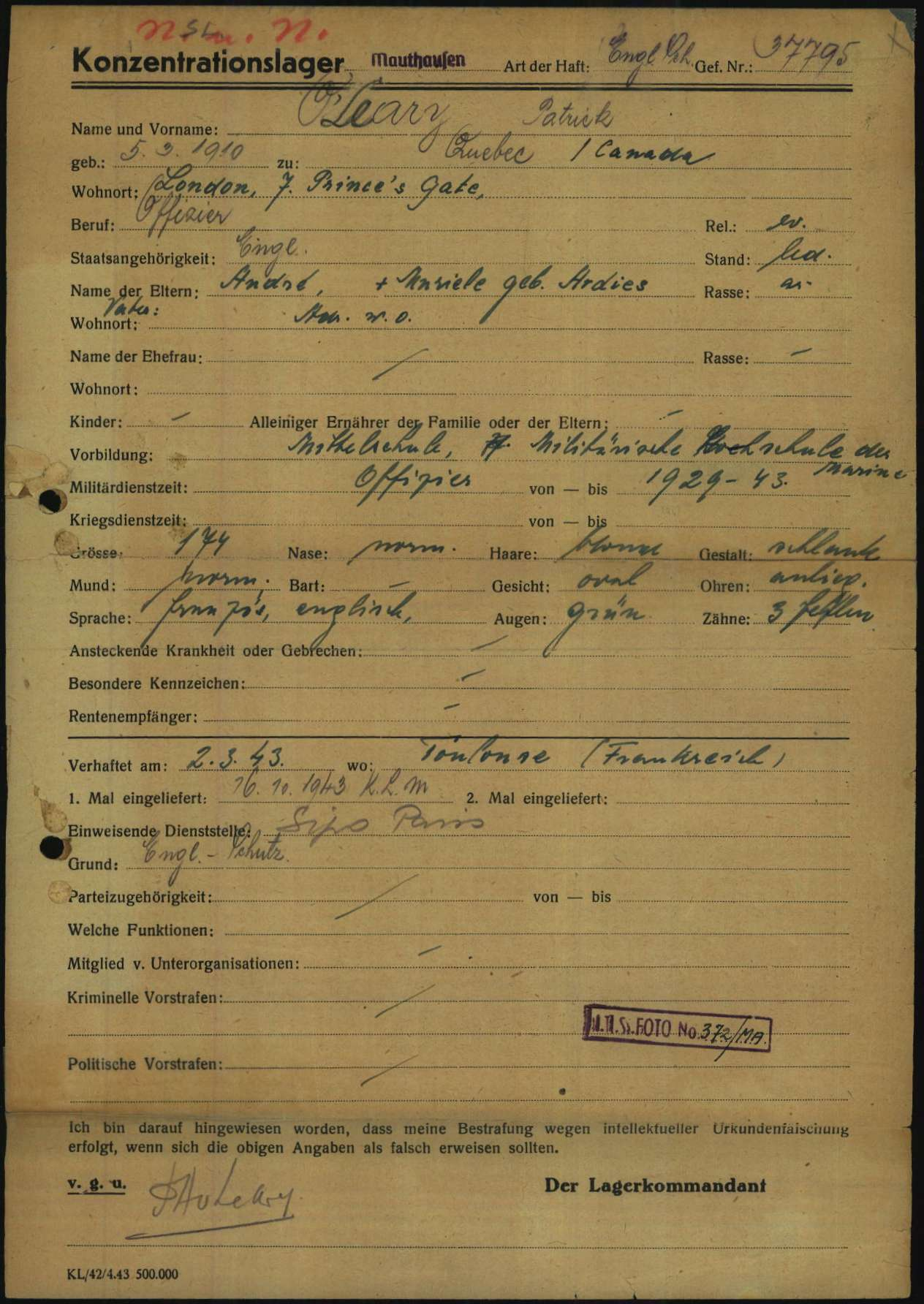
Formularz rejestracyjny „Patricka O'Leary” jako więźnia w Mauthausen
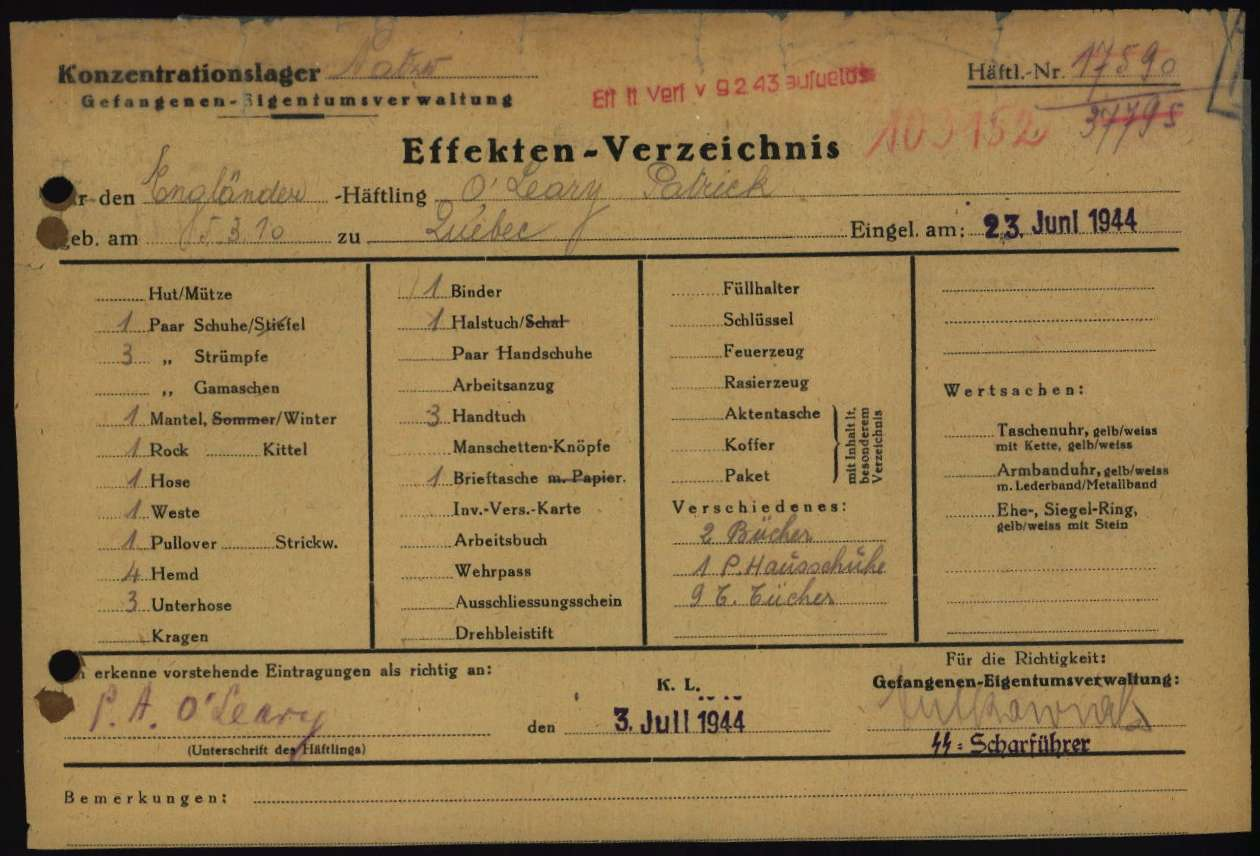
Lista rzeczy osobistych w Natzweiler
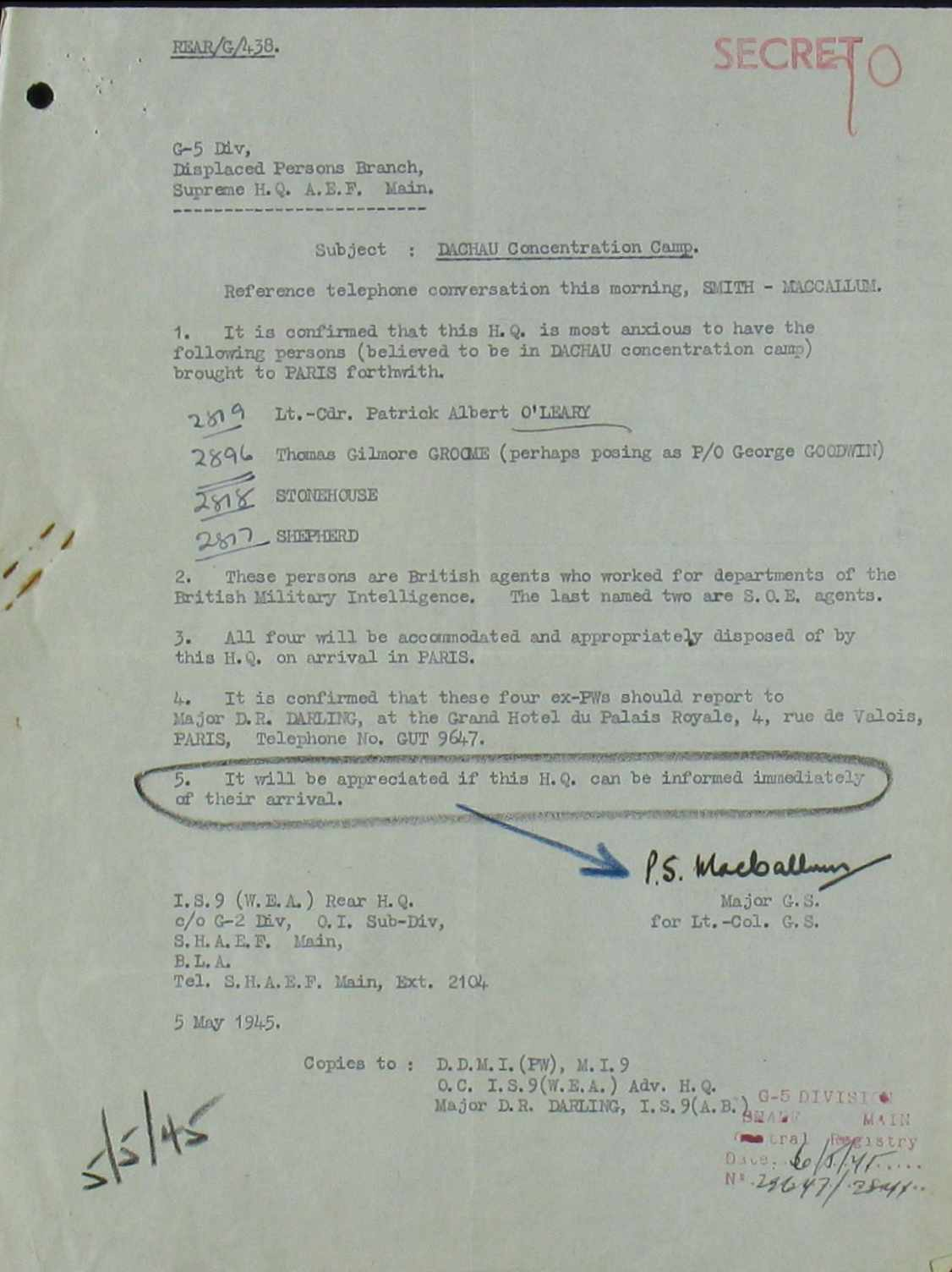
Prośba (ostemplowana „TAJNE”) o jego repatriację po wyzwoleniu Dachau
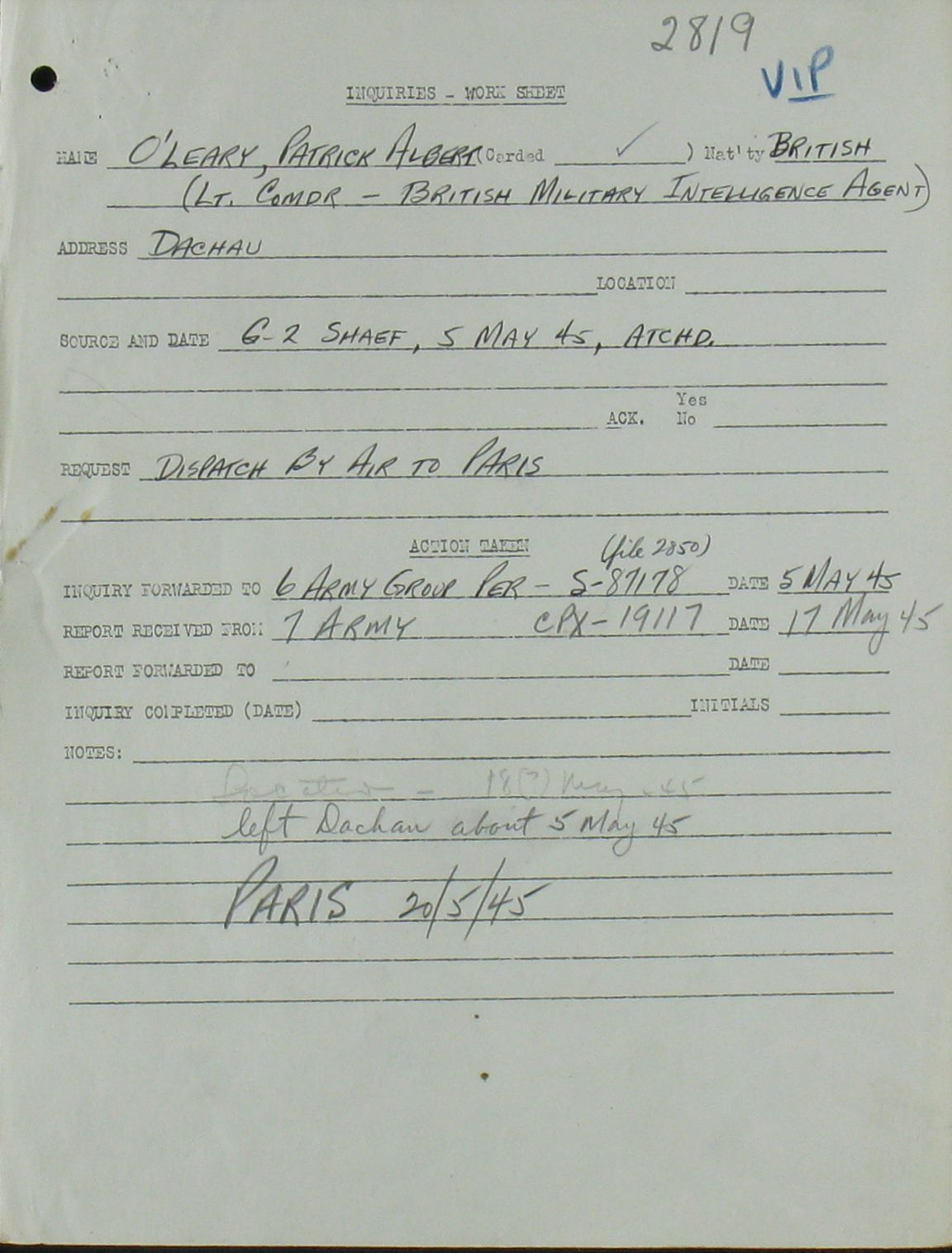
Arkusz roboczy dotyczący wniosku o repatriację Patricka Alberta O'Leary'ego (z napisem „VIP”)
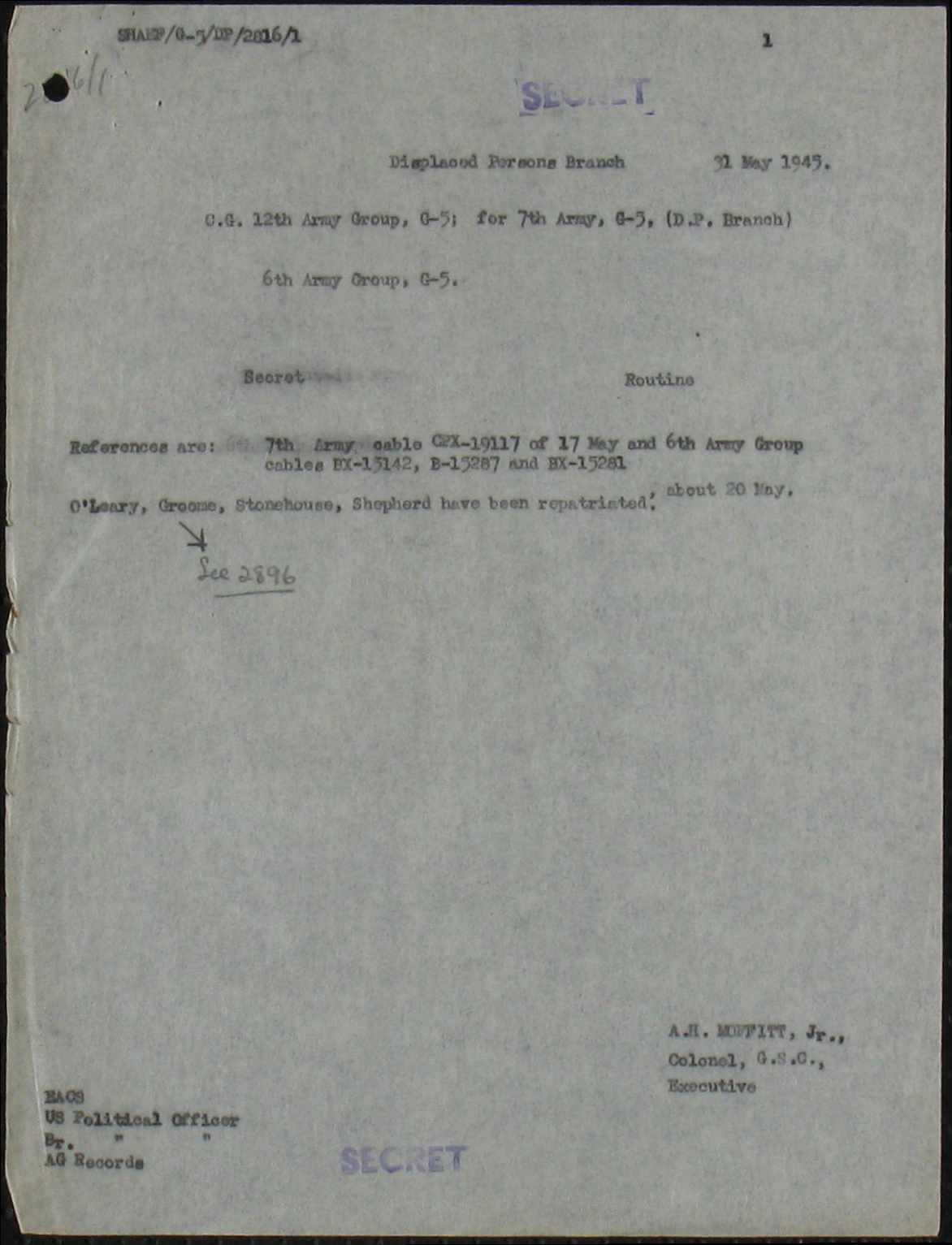
Raport (ostemplowany „TAJNE”) z jego repatriacji